# Das Stacheltier: Es geht um die Wurst
Das Stacheltier: Es geht um die Wurst ist ein in Schwarzweiß gedrehter deutscher satirischer Kurz-Spielfilm aus dem DEFA-Studio für Spielfilme von Harald Röbbeling aus dem Jahr 1955.

## Handlung
Die Stammtischrunde einer Kneipe in Berlin-Prenzlauer Berg isst schnell noch vor dem Nachhauseweg ein paar HO-Würste aus dem Glas, da der Wirt Feierabend machen will. Zu Hause bekommt Karl, ein Postbeamter, wegen der langen Sauferei Ärger mit seiner Frau Rosa, der sich am nächsten Morgen noch steigert, indem er wütend die Wohnung verlässt. Ein weiteres Mitglied des Stammtisches ist Leo, ein Friseur, der ebenfalls mit einem schweren Kopf aufwacht. Im Salon hört er vor der ersten Rasur in den Nachrichten des RIAS die Meldung, dass in Ost-Berlin drei Bürger an vergifteten Würsten der HO erkrankt sind. Namentlich wurden die drei Skatbrüder vom Stammtisch genannt. Da auch Leo davon gegessen hat, legt er sich vorsichtshalber ins Bett und lässt sich von seiner Frau pflegen. Im Laufe des Tages wird das Ableben der Erkrankten gemeldet. Als Leo das erfährt, geht er zu Karls Frau, um sein Beileid auszusprechen. Sie meinte auch, dass alles sehr schnell ging und beide merkten nicht, dass sie von verschiedenen Geschichten sprachen. Um das alles zu verarbeiten, geht Leo in seine Stammkneipe und findet dort seine Skatkumpels in fröhlicher Runde vor. Als er dann auch noch im RIAS die Meldung über sein eigenes Ableben hört, erkennt er, dass alles eine Ente war.

## Produktion
Der Schwarzweißfilm Das Stacheltier: Es geht um die Wurst lief ab dem 9. September 1955 als Vorfilm in den Kinos der DDR. Für die Herstellung der Folge 051 war die Produktionsgruppe „Satirischer Kurzfilm“ in den DEFA-Studios verantwortlich.